# Розлад сексуального садизму
Розлад сексуального сади́зму — парафілія, яка характеризується сексуальним бажанням або пристрастю бути домінуючим або управляючим іншими в еротичних відносинах. Це форма сексуальної поведінки, при якій сексуальне збудження та насолода відбувається внаслідок приниження та заподіяння страждань партнерові. У певному сенсі садизм може проявлятися у формі знущання над тваринами.
У розмовній мові слово також часто використовується в ширшому сенсі — в значеннях «відразлива жорстокість», «хворобливе бажання зламати інших людей з застосуванням насильства і тортур» незалежно від сексуального зв'язку, задоволення від страждання інших.
Формою поведінки, протилежною до садизму, є мазохізм — бажання бути приниженим та зазнавати знущань від інших з метою одержання сексуального задоволення.
Зигмунд Фрейд був першим, хто побачив зв'язок між садизмом і мазохізмом, і уклав слова разом у терміні садомазохізм.

## Походження терміна
Це клінічна концепція, яка була створена німецьким професором психіатрії Крафт-Ебінґом наприкінці 1880-х років (у праці «Psychopathia sexualis», 1886), в назві якої було використані ідеї, які описував у своїх творах французький письменник Маркіз де Сад, в романах якого часто описуються сексуальні фантазії, засновані на насильстві до інших.

## Медична оцінка
Садистичні практики медики вже не розглядають як сексуальне збочення, хоча такий погляд ще зустрічається. Так за міжнародною статистичною класифікацією International Statistical Classification of Diseases and Related Health Problems (скорочено ICD-10) параграф F65.5 описує садомазохізм як порушення сексуальної преференції.
Американська психіатрична асоціація в своїй класифікаційній системі Diagnostic and Statistical Manual of Mental Disorders (скорочено DSM IV), опублікованій в 1994 році не розглядає садизм як порушення сексуальної преференції.
Проте діагноз садизм або мазохізм як порушення правомірний тоді, коли йдеться про особу, яка не може одержати сексуального задоволення жодним іншим чином, окрім садо-мазохістських практик. Сама лише схильність до садизму не відповідає критеріям діагнозу садизм. Проте часом розрізнення індивідуальних сексуальних особливостей та прямого порушення сексуальної преференції видається доволі проблематичним.

## Різновиди садизму
З медичної точки зору можна розглядати два види садизму: садизм, мотивований не лише сексуально, та виключно сексуально мотивований садизм.
Садизм, мотивований не лише сексуально, аналізується в роботі Еріха Фромма «Анатомія людської деструктивності», в якій клінічним прикладом цього різновиду садизму розглядається особа Генріха Гіммлера.
Виключно сексуально мотивований садизм полягає у демонструванні влади шляхом насильства над іншими людьми чи тваринами, що є джерелом сексуального збудження. Садистичні дії часто виступають як елемент прелюдії або ж весь статевий акт відбувається у спосіб, який принижує партнера чи викликає больові відчуття.
Особливою формою сексуально мотивованого садизму є компенсаторний садизм, коли садистичні, насильницькі дії цілковито заміняють статевий акт. Сексуально мотивований садизм та компенсаторний садизм можуть призвести до тяжких сексуальних злочинів, у особливих випадках навіть до убивства партнера. Проте такі відхилення трапляються надзвичайно рідко, зазвичай вони формуються протягом десятиліть й можуть призвести до серійних убивств.
У філософії Сартра садизм — це форма ставлення до Іншого, при якій екзистенцію намагаються ототожнити з тілом за допомогою болю.
У BDSM садизм — одна з поведінкових моделей «Верхнього».
Психологічний садизм (моральний садизм) — форма садизму, при якому жертві заподіюються не фізичні, а психологічні, морально-етичні страждання (у вигляді приниження, образи, погроз тощо).